# آرام آبراهامیان
آرام هاکوبی آبراهامیان (ارمنی: Արամ Հակոբի Աբրահամյան؛  زادهٔ ۳۱ دسامبر ۱۸۹۸ - درگذشته ۱۹۹۰) پزشک اهل ارمنستان بود.

## زندگی‌نامه
وی در ۱۲ ژانویه [سبک قدیمی: ۳۱ دسامبر ۱۸۹۸] ۱۸۹۹ در تفلیس به دنیا آمد و دانشکده پزشکی دانشگاه مسکو فارغ‌التحصیل گشت. همچنین برندهٔ جوایزی همچون قهرمان کار سوسیالیست، نشان لنین، نشان پرچم سرخ کار و جایزه دولتی اتحاد شوروی شده‌است. وی در ۱۹۹۰ در سن ۹۲ سالگی در مسکو درگذشت.

## نگارخانه

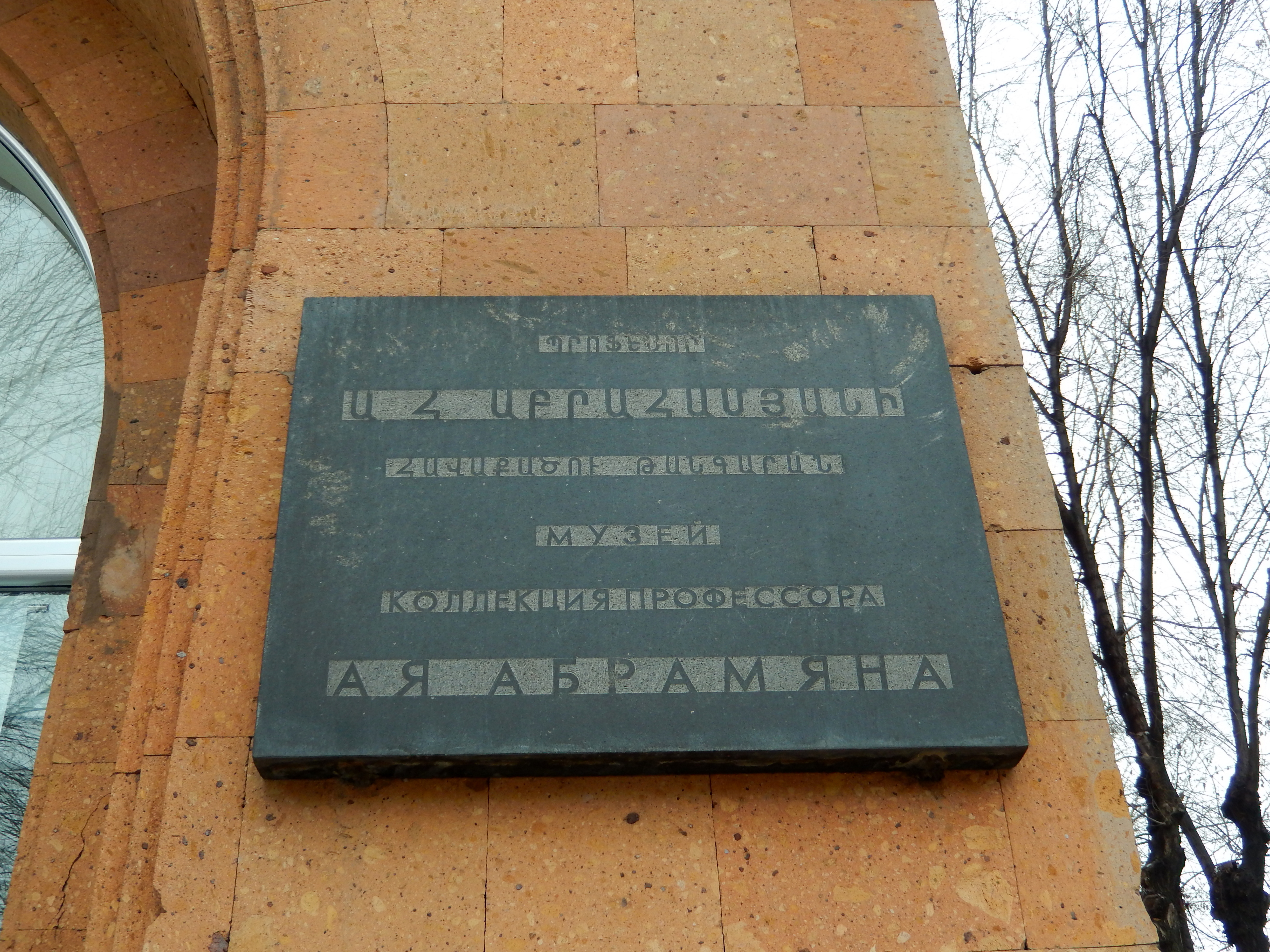